# دووگووولا پیروشا
دووگووولا پیروشا (به لهستانی:  Długowola Pierwsza) یک روستا در لهستان است که در گمینا لیپسکو واقع شده‌است. دووگووولا پیروشا ۲۶۰ نفر جمعیت دارد.